# Paeonia cathayana
Paeonia cathayana là một loài thực vật có hoa trong họ Paeoniaceae. Loài này được D.Y.Hong & K.Y.Pan mô tả khoa học đầu tiên năm 2007.